# Euplexia atrovirens
Euplexia atrovirens là một loài bướm đêm trong họ Noctuidae.